# 孔卡马里塞
孔卡马里塞（義大利語：Concamarise），是意大利威尼托大区维罗纳省的一个市镇。总面积7.89平方公里，人口1071人，人口密度135.7人/平方公里（2009年）。国家统计（ISTAT）代码为023029。